# 1772 a tudományban
Az 1772. év a tudományban és a technikában.

## Kémia
- Daniel Rutherford felfedezi a nitrogént.

## Díjak
- Copley-érem: Joseph Priestley

## Születések
- április 15. - Étienne Geoffroy Saint-Hilaire természettudós († 1844)

## Halálozások
- március 22. - John Canton fizikus (* 1718)
- szeptember 30. - James Brindley csatornaépítész (* 1716)